# Johnny Darrell
Johnny Darrell (Hopewell, 23 de julho de 1940 - Kennesaw, 7 de outubro de 1997) foi um artista de música country americana. Darrell nasceu em Hopewell, Alabama, mas cresceu em Marietta, na Geórgia. Depois de um período no exército, ele se mudou para Nashville e começou a administrar um Holiday Inn perto de Music Row quando foi descoberto por Kelso Herstin, um produtor que trabalhava para a United Artists, por recomendação de Bobby Bare. Em sua carreira de gravador, Darrell estabeleceu uma tendência de introduzir músicas "liricamente aventureiras" que mais tarde se tornaram sucessos importantes para outros artistas.
Seu primeiro single, uma versão do "Green Green Grass of Home" de Curly Putman foi lançado em 1965, seguido por "As Long as the Wind Blows" em 1966, que fez do país o Top 30 e viu Darrell ser nomeado "Artista Mais Promissor" por Cashbox. Ele foi o primeiro a gravar a música de Mel Tillis "Ruby, Don't Take Your Love to Town", que se tornou um dos dez melhores hits para ele em 1967 e mais tarde para Kenny Rogers. Isso foi seguido por sua performance de "the Son of Hickory Holler's Tramp", de Dallas Frazier, em 1968, e o crossover de sucesso "With Pen in Hand", que mais tarde se tornaria um sucesso para Vikki Carr. Na década de 1970, Darrell estava associado ao movimento Outlaw country. Darrell sofria de diabetes, uma doença que prejudicaria sua saúde e capacidade de execução. Darrell morreu da doença aos 57 anos em Kennesaw, na Geórgia, e deixou sua esposa Jody.

## Discografia
| Ano  | Álbum                                          | Posições na parada | Posições na parada | Gravadora      |
| Ano  | Álbum                                          | Top Country Albums | Billboard 200      | Gravadora      |
| ---- | ---------------------------------------------- | ------------------ | ------------------ | -------------- |
| 1966 | As Long as the Winds Blow                      | -                  | -                  | United Artists |
| 1967 | Ruby, Don't Take Your Love to Town             | 37.                | -                  | United Artists |
| 1968 | The Son of Hickory Holler's Tramp              | 37.                | -                  | United Artists |
| 1968 | With Pen in Hand                               | 23                 | -                  | United Artists |
| 1969 | Why You Been Gone So Long                      | 33                 | 172                | United Artists |
| 1970 | California Stop Over                           | -                  | -                  | United Artists |
| 1970 | The Best of Johnny Darrell                     | -                  | -                  | United Artists |
| 1975 | Water Glass Full of Whiskey                    | -                  | -                  | Capricorn      |
| 2000 | Singin' It Lonesome: The Very Best...1965-1970 | -                  | -                  | Raven          |
| 2002 | The Complete Gusto/Starday/King Recordings     | -                  | -                  | King           |

### Singles
| Ano  | single                                        | Posições na parada | Posições na parada | Posições na parada | Álbum                              |
| Ano  | single                                        | Hot Country Songs  | Billboard Hot 100  | CAN country        | Álbum                              |
| ---- | --------------------------------------------- | ------------------ | ------------------ | ------------------ | ---------------------------------- |
| 1965 | "Green Green Grass of Home"                   | -                  | -                  | -                  | As Long as the Winds Blow          |
| 1965 | "As Long as the Winds Blow"                   | 30                 | -                  | -                  | As Long as the Winds Blow          |
| 1966 | "Johnny Lose It All"                          | 44                 | -                  | -                  | As Long as the Winds Blow          |
| 1966 | "She's Mighty Gone"                           | 72                 | -                  | -                  | Ruby, Don't Take Your Love to Town |
| 1967 | " Ruby, Don't Take Your Love to Town "        | 9                  | -                  | -                  | Ruby, Don't Take Your Love to Town |
| 1967 | "My Elusive Dreams"                           | 73                 | -                  | -                  | The Son of Hickory Holler's Tramp  |
| 1967 | "Come See What's Left of Your Man"            | 37                 | -                  | -                  | Ruby, Don't Take Your Love to Town |
| 1967 | "The Son of Hickory Holler's Tramp"           | 22                 | -                  | -                  | The Son of Hickory Holler's Tramp  |
| 1968 | "With Pen in Hand"                            | 3                  | 126                | -                  | With Pen in Hand                   |
| 1968 | "I Ain't Buying"                              | 27                 | -                  | -                  | Why You Been Gone So Long          |
| 1968 | "Woman Without Love"                          | 20                 | -                  | -                  | Why You Been Gone So Long          |
| 1969 | "The Coming of the Roads" (com Anita Carter ) | 50                 | -                  | -                  | apenas single                      |
| 1969 | "Why You Been Gone So Long"                   | 17                 | -                  | -                  | Why You Been Gone So Long          |
| 1969 | "River Bottom"                                | 23                 | -                  | 12                 | Why You Been Gone So Long          |
| 1969 | "Trouble Maker"                               | -                  | -                  | -                  | apenas single                      |
| 1970 | "Mama Come'n Get Your Baby Boy"               | 68                 | -                  | -                  | California Stop Over               |
| 1970 | "Brother River"                               | 75                 | -                  | -                  | California Stop Over               |
| 1970 | "They'll Never Take Her Love from Me"         | 74                 | -                  | -                  | apenas single                      |
| 1971 | "Look Out Cleveland"                          | -                  | -                  | -                  | apenas single                      |
| 1971 | "Don't It Seem to Rain a Lot"                 | -                  | -                  | -                  | apenas single                      |
| 1973 | "Crazy Daddy"                                 | -                  | -                  | -                  | apenas single                      |
| 1973 | "Dakota the Dancing Bear"                     | 66.                | -                  | -                  | apenas single                      |
| 1974 | "Orange Blossom Special"                      | 63.                | -                  | -                  | Water Glass Full of Whiskey        |
| 1975 | Glendale Arizona                              | -                  | -                  | -                  | Water Glass Full of Whiskey        |
| 1975 | "Rose Colored Gin"                            | -                  | -                  | -                  | Water Glass Full of Whiskey        |